# Niche de marché
Pour les articles homonymes, voir Niche.
 (octobre 2024).
Une niche de marché, ou créneau commercial, est un segment de marché généralement limité (en termes de clientèle ou de produits), mais faiblement concurrentiel, dont l'existence résulte du  panurgisme des distributeurs ou d'une inadéquation temporaire des  circuits de distribution. La  demande doit être dans ce cas suffisante pour maintenir cette rentabilité.[pas clair]
Une niche se définit par trois critères : une définition extrêmement précise[C'est-à-dire ?], un comportement homogène, et une évaluation quantitative[C'est-à-dire ?].
La difficulté sera de trouver les critères de segmentation adéquats, qui peuvent être très différents selon les marchés. Chaque niche est aussi caractérisée par un mix spécifique, ce qui fait que le même produit peut se trouver présent à la fois sur un marché de masse et sur une niche.

## Niche et évolution du marché
Lorsque la rentabilité augmente, la niche peut devenir un segment important, voire un marché de masse à part entière, comme ce fut le cas, par exemple, en Amérique du Nord dans le domaine de l'automobile : les 4X4, au départ véhicules militaires ou de brousse, sont adaptés en SUV, voitures familiales. Dans ce cas, toutefois, les fabricants, qui avaient négligé la niche, peuvent la jouer[C'est-à-dire ?] à leur tour (effet d'imitation) et rendre le marché davantage soumis à la concurrence. Il perd alors son statut de niche.
Les sociétés qui se trouvent dans une niche ont une position de quasi-monopole : elles disposent d'un avantage compétitif.
Inversement, un marché de masse peut devenir un marché de niche, comme dans le cas de la photographie, où le noir et blanc conserve ses adeptes. C'est le principe de la fragmentation du marché. Pour le cas de la photographie, les principaux acteurs de l'offre ont pu :
- décider de se retirer du marché (comme les appareils photographiques Kodak, en grande partie) ;
- sous-traiter leur production (comme Bergger, Tetenal...) ;
- restructurer leur organisation afin de devenir l'acteur majeur de la niche, comme c'est le cas aujourd'hui pour Ilford Photo.

En période de crise, savoir décomposer son marché en niches permet de mieux connaître les attentes des clients et de réduire l'impact du marché.

### Identification d'une niche
"Une niche ne se cherche pas, elle se trouve" BM&S[pertinence contestée]
Le procédé d'identification d'une niche de marché est complexe. Il existe plusieurs approches :
L'« approche marché » consiste à analyser les tendances lourdes de ce marché afin d'en identifier les principaux segments et d'en déterminer les facteurs clefs d'évolution.
L'« approche produit » consiste à se demander quelles sont les principales évolutions ou caractéristiques du produit (fonctionnalités, technologies...).
L'« approche concurrence » consiste à s'interroger sur les concurrents, la présence ou non de pure players et leur évolution.